# 358376 Gwyn
358376 Gwyn è un asteroide della fascia principale. Scoperto nel 2006, presenta un'orbita caratterizzata da un semiasse maggiore pari a 3,1197479 UA e da un'eccentricità di 0,0793730, inclinata di 18,89472° rispetto all'eclittica.